# Marshit
Marshit ist ein sehr selten vorkommendes Mineral aus der Mineralklasse der „Halogenide“ mit der chemischen Zusammensetzung CuI und damit chemisch gesehen Kupfer(I)-iodid.
Marshit kristallisiert im kubischen Kristallsystem und entwickelt meist kleine tetraedrische Kristalle bis etwa fünf Millimeter Größe mit einem diamantähnlichen Glanz auf den Oberflächen. In reiner Form ist Marshit farblos und durchsichtig. Durch Fremdbeimengungen kann er aber auch eine hell-honiggelbe oder ölbraune Farbe annehmen. Zudem läuft das Mineral an der Luft nach einiger Zeit lachs- bis ziegelrot und unter Lichteinwirkung bräunlichrot an. Seine Strichfarbe ist dagegen immer hell- bis leuchtend gelb.

## Etymologie und Geschichte
Als synthetische Verbindung war das Kupfer(I)-iodid mindestens seit Anfang des 19. Jahrhunderts unter den Bezeichnungen Cuprojodid, Jodkupfer und Kupferjodür bekannt.
In der Natur wurde das Mineral erstmals durch Charles W. Marsh an Mineralproben aus der Proprietary Mine (BHP Mine) bei Broken Hill im australischen Bundesstaat New South Wales entdeckt und beschrieben. Die Publikation der Erstbeschreibung erfolgte 1892 durch Archibald Liversidge, der das Mineral nach seinem Entdecker als Marshit bezeichnete.

## Klassifikation
Bereits in der veralteten, aber teilweise noch gebräuchlichen 8. Auflage der Mineralsystematik nach Strunz gehörte der Marshit zur Mineralklasse der „Halogenide“ und dort zur Abteilung „Einfache Halogenide“, wo er zusammen mit Miersit und Nantokit die „Miersit-Reihe“ mit der System-Nr. III/A.01a bildete.
Die seit 2001 gültige und von der International Mineralogical Association (IMA) verwendete 9. Auflage der Strunz’schen Mineralsystematik ordnet den Marshit in die neu definierte Abteilung „Einfache Halogenide ohne H2O“ ein. Diese ist weiter unterteilt nach dem Stoffmengenverhältnis Metall (M) : Halogenid (X), so dass das Mineral entsprechend seiner Zusammensetzung in der Unterabteilung „M : X = 1 : 1 und 2 : 3“ zu finden ist, wo es ebenfalls zusammen mit Miersit und Nantokit die umbenannte „Nantokitgruppe“ mit der System-Nr. 3.AA.05 bildet.
Auch die vorwiegend im englischen Sprachraum gebräuchliche Systematik der Minerale nach Dana ordnet den Marshit in die Klasse und gleichnamige Abteilung der „Halogenide“ ein. Hier ist er in der „Nantokit-Reihe“ mit der System-Nr. 09.01.07 innerhalb der Unterabteilung „Wasserfreie und wasserhaltige Halogenide mit der Formel AX“ zu finden.

## Chemismus
Die theoretische Zusammensetzung von Kupferiodid (CuI) besteht aus 33,37 % Kupfer (Cu) und 66,63 % Iod (I). Bei der Analyse des Typmaterials aus Brokenhill, Australien, wurden zusätzlich 1,19 % Silber (Ag) und in Mineralproben aus dem Kupfertagebau Chuquicamata in der chilenischen Región de Antofagasta 0,33 % Chlor (Cl) als Fremdbeimengungen gemessen.

## Kristallstruktur
Marshit kristallisiert isotyp beziehungsweise isostrukturell, das heißt im gleichen Strukturtyp, mit Miersit und Nantokit kubisch in der Raumgruppe F43m (Raumgruppen-Nr. 216) mit dem Gitterparameter a = 6,06 Å sowie vier Formeleinheiten pro Elementarzelle.
Die Kristallstruktur von Marshit entspricht der Zinkblende-Struktur mit Iod anstelle von Zink und Kupfer anstelle von Schwefel.

## Eigenschaften
In verdünnter Salpetersäure (HNO3) wird Marshit schwarz.
Unter kurzwelligem UV-Licht zeigt Marshit eine starke rote Fluoreszenz.

## Bildung und Fundorte

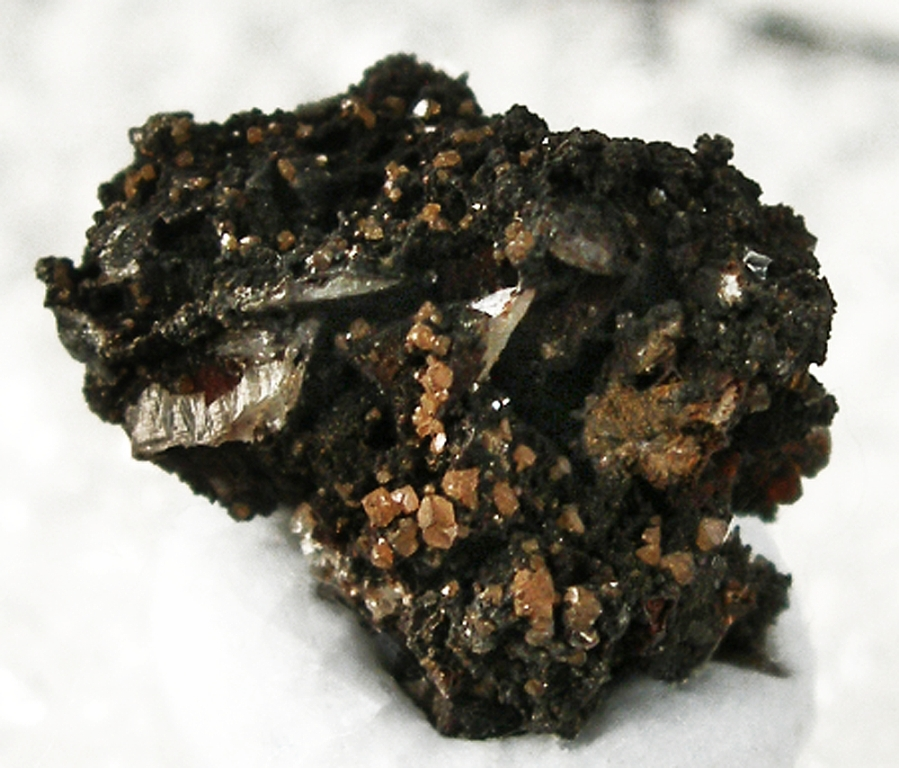
Gelbbraune Marshitkristalle auf Gangmatrix aus der Junction Mine, Broken Hill, Australien (Größe: 0,9 cm × 0,6 cm × 0,5 cm)

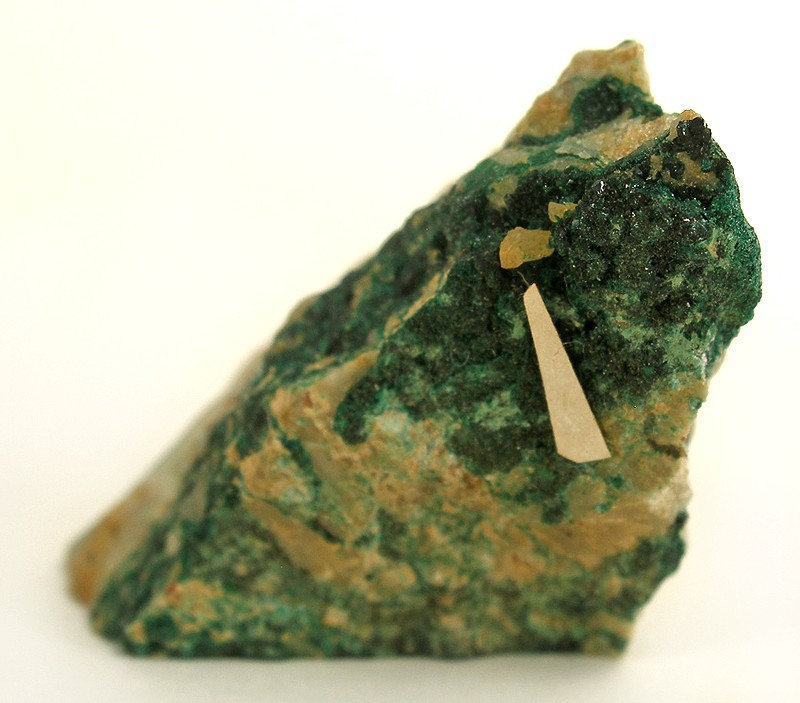
Marshit (gelb, siehe Pfeil) mit Antlerit aus der Chuquicamata Mine, Calama, Región de Antofagasta, Chile (Größe: 3 cm × 1,8 cm × 1,6 cm)

Marshit bildet sich in der Oxidationszone von metamorphosierten Kupfer- und anderen Erz-Lagerstätten mit Blei, Zink und/oder Silber. Als Begleitminerale können je nach Fundort unter anderem gediegen Kupfer, Atacamit, Cerussit, Cuprit, Gips, Malachit und Tenorit auftreten.
Marshit gehört zu den sehr seltenen Mineralbildungen und ist bisher nur in wenigen Proben aus rund 10 Fundorten bekannt. Neben seiner Typlokalität Broken Hill Proprietary Mine sowie einigen nahe gelegenen Gruben wie beispielsweise der Junction Mine und dem Tagebau Kintore bei Broken Hill in New South Wales, fand man das Mineral in Australien noch in der Poona Mine bei Moonta auf der Halbinsel Yorke in South Australia.
Der bisher einzige bekannte Fundort in Deutschland ist die Grube Friedrichssegen in der Stadt Lahnstein in Rheinland-Pfalz.
Bekannt unter Sammlern ist auch der Kupfertagebau Chuquicamata in der chilenischen Región de Antofagasta, in dem bis zu 5 mm große, meist hellgelbe Marshit-Kristalle gefunden wurden. Daneben kennt man das Mineral in Chile noch aus der Manto Cuba Mine im Distrikt San Pedro de Cachiyuyo in der Región de Atacama sowie aus der San Agustín Mine im Grubenbezirk Santa Rosa-Huantajaya in der Región de Tarapacá.
Weitere bisher bekannte Fundorte für Marshit sind die Cu-Zn-Pb-Lagerstätte Rubtsovskoe im Altaigebirge im russischen Föderationskreis Sibirien sowie die Silbermine Albert im Distrikt Nkangala der südafrikanischen Provinz Mpumalanga (Stand 2018).